# Iakov Subbotin
Iakov Subbotin –en ruso, Иаков Субботин– es un deportista ruso que compitió en escalada. Ganó una medalla de plata en el Campeonato Europeo de Escalada de 2000, en la prueba de velocidad.

## Palmarés internacional
| Campeonato Europeo | Campeonato Europeo | Campeonato Europeo | Campeonato Europeo |
| Año                | Lugar              | Medalla            | Prueba             |
| ------------------ | ------------------ | ------------------ | ------------------ |
| 2000               | Múnich (Alemania)  | Medalla de plata   | Velocidad          |